# Родригес, Франсиско (младший)
Франсиско Родригес младший (исп. Francisco Rodríguez, Jr.; 22 марта 1993 года Монтеррей, Мексика) — мексиканский боксёр-профессионал, выступающий в минимальной (Minimumweight - до 47,6 кг), первой наилегчайшей (Light flyweight - до 49,0 кг), наилегчайшей (Flyweight - до 50,8 кг) и второй наилегчайшей (Super bantamweight - до 52,1 кг) весовых категориях. Чемпион мира по (по версиям IBF, WBO, 2014) в минимальном весе.

## Профессиональная карьера
Родригес дебютировал на профессиональном ринге в октябре 2010 года в возрасте 17 лет.
В 2013 году нокаутировал опытных соотечественников Мануэля Варгаса и Виктора Руиса.
21 сентября 2013 года проиграл нокаутом звёздному боксёру из Никарагуа, Роману Гонсалесу.
22 марта 2014 года нокаутировал филиппинца, Мерлито Сабильо, и стал новым чемпионом мира по версии WBO, в минимальной весовой категории.
9 августа 2014 года в объединительном бою победил японца, Кацунари Такаяму, и стал новым чемпионом мира по версии IBF, в минимальной весовой категории.